# Bombone
Il Bombone è una frazione, del comune di Rignano sull'Arno, in provincia di Firenze.
È situata a poco più di un chilometro dal capoluogo e sta attraversando negli ultimi anni un'intensa crescita di popolazione, dovuta a un programma di espansione urbanistica del centro abitato che è passato dai 231 abitanti del 2001 ai 323 del 2011.

## Descrizione
Il vecchio centro storico è situato lungo la salita che collega Rignano sull'Arno a San Donato in Collina e si è sviluppato intorno alla piccola piazza che racchiude al suo interno una cisterna settecentesca e una chiesa. Nei pressi del Bombone si trovano le due piccole località di San Piero e Santa Maria.
La strada che attraversa la frazione è riservata ai soli residenti, mentre una moderna circonvallazione costeggia la frazione.

## Monumenti e luoghi d'interesse
- Chiesa di Sant'Antonio al Bombone
- Chiesa di San Pietro in Perticaia, presso la località di San Piero
- Chiesa di Santa Maria, presso la località di Santa Maria